# Wojciech Siewierski (zm. 1650)

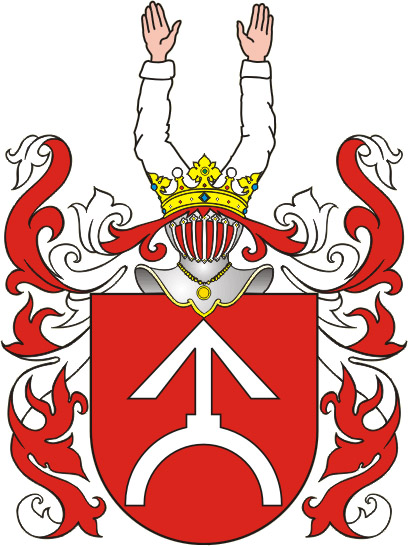
Ogończyk

Wojciech Siewierski herbu Ogończyk – podczaszy brzesko-kujawski, skarbnik inowrocławski, poseł na sejm, elektor Władysława IV Wazy.

## Życiorys
Wojciech Siewierski pochodził ze szlacheckiego rodu Siewierskich herbu Ogończyk. Był wyznania kalwińskiego – jest notowany jako uczestnik zjazdu szlachty kalwińskiej z okazji sejmu elekcyjnego w 1632 oraz jako poseł szlachty kalwińskiej do Gdańska i Torunia w 1646 i 1647.
W latach 1642–1644 sprawował urząd skarbnika inowrocławskiego, a w 1644–1649 był podczaszym brzesko-kujawski. Siewierski był również posłem na sejm, elekcję Władysława IV podpisał reprezentując województwo brzesko-kujawskie.